# Fachamt Leichtathletik
Das Fachamt 3: Leichtathletik des Nationalsozialistischen Reichsbundes für Leibesübungen war die Nachfolgeorganisation des Deutschen Leichtathletik-Verbandes während der Zeit des Nationalsozialismus. 
Im Zuge der „Gleichschaltung“ der gesellschaftlichen Organisationen wurden ab Mitte 1933 auch die Sportverbände durch die Nationalsozialisten neu organisiert. Die überwiegende Mehrzahl der bestehenden Organisationen wurde zur Selbstauflösung gedrängt, bereits im Mai 1933 löste sich mit dem Deutschen Reichsausschuß für Leibesübungen (DRA) die bisherige Dachorganisation des deutschen Sports auf. 